# Henry FitzRoy, 1.º Duque de Grafton
Henry FitzRoy, 1.º Duque de Grafton KG (28 de setembro de 1663 – 9 de outubro de 1690) foi o filho natural do rei Carlos II com a cortesã Barbara Villiers, Condessa de Castlemaine.
Em agosto de 1672, Henry FitzRoy desposou Isabella, a filha e herdeira de Henry Bennet, 1.º Conde de Arlington. Eles foram os pais de Charles FitzRoy, 2.º Duque de Grafton.
Ao se casar, Henry recebeu os seguintes títulos: Barão Sudbury, Visconde Ipswich e Conde de Euston. Em 1675, foi titulado Duque de Grafton. Carlos II o fez Cavalheiro da Jarreteira em 1680. No ano seguinte, foi feito coronel do regimento Grenadier Guards.
Ele foi educado como um marinheiro e supervisionou serviço militar no cerco de Luxemburgo em 1684. Na coroação do rei Jaime II & VII, serviu como Lord High Constable. Na rebelião do Duque de Monmouth, comandou as tropas reais em Somerset. Depois guiou-se por John Churhill e acabou se juntando a Guilherme III de Orange para derrubar o rei na Revolução Gloriosa.
Ele morreu por causa de um ferimento provocado durante um ataque a Cork, enquanto liderava as forças de Guilherme.